# Crocidura wimmeri
Crocidura wimmeri är en däggdjursart som beskrevs av Heim de Balsac och Paul Aellen 1958. Crocidura wimmeri ingår i släktet Crocidura och familjen näbbmöss. IUCN kategoriserar arten globalt som akut hotad. Inga underarter finns listade i Catalogue of Life.
Denna näbbmus är bara känd från en mindre region kring staden Abidjan is södra Elfenbenskusten (nära stadens botaniska trädgård). Arten upptäcktes i en fuktig savann. Sedan 1976 har inga fler individer observerats.